# Kvitî, Kozelșciîna
Kvitî (în ucraineană Квіти) este un sat în așezarea urbană Kozelșciîna din regiunea Poltava, Ucraina.

## Demografie
Componența lingvistică a localității Kvitî
     Ucraineană (90,24%)
     Rusă (9,76%)
Conform recensământului din 2001, majoritatea populației localității Kvitî era vorbitoare de ucraineană (90,24%), existând în minoritate și vorbitori de rusă (9,76%).